# Truncatella
Genre
Truncatella est un genre de gastéropodes de la famille des Truncatellidae. Ce sont de petits escargots mesurant au plus 10 mm et peuplant pour la plupart les rivages des mers tropicales et subtropicales.
Le genre a été nommé par Antoine Risso. L'espèce-type est Truncatella subcylindrica. Le nom truncatelle fait référence à la perte des premiers tours de coquilles chez les spécimens adultes, conférant à la coquille son aspect tronqué.

## Description
Les truncatelles sont des gastéropodes à coquilles subcylindriques au sommet tronqué chez l'adulte, mamelonnées, à sutures profondes. L’ouverture est circulaire à ovale, légèrement acuminée à la jonction du bords palatin et pariétal. Le périmètre de l’ouverture est parfait et réfléchi. Le nombre de tours est généralement compris en trois et cinq chez les spécimens adultes.
L’ornementation, lorsqu’elle est présente, consiste en côtes axiales plus ou moins fortes et espacées, parfois limitées aux bordures des sutures.
L'escargot est pourvu d'un opercule paucispiré corné pouvant présenter ou non un fin dépôt de calcium en son centre.

## Liste des espèces

Truncatella guerinii, spécimen adulte, longueur de coquille 8 mm.

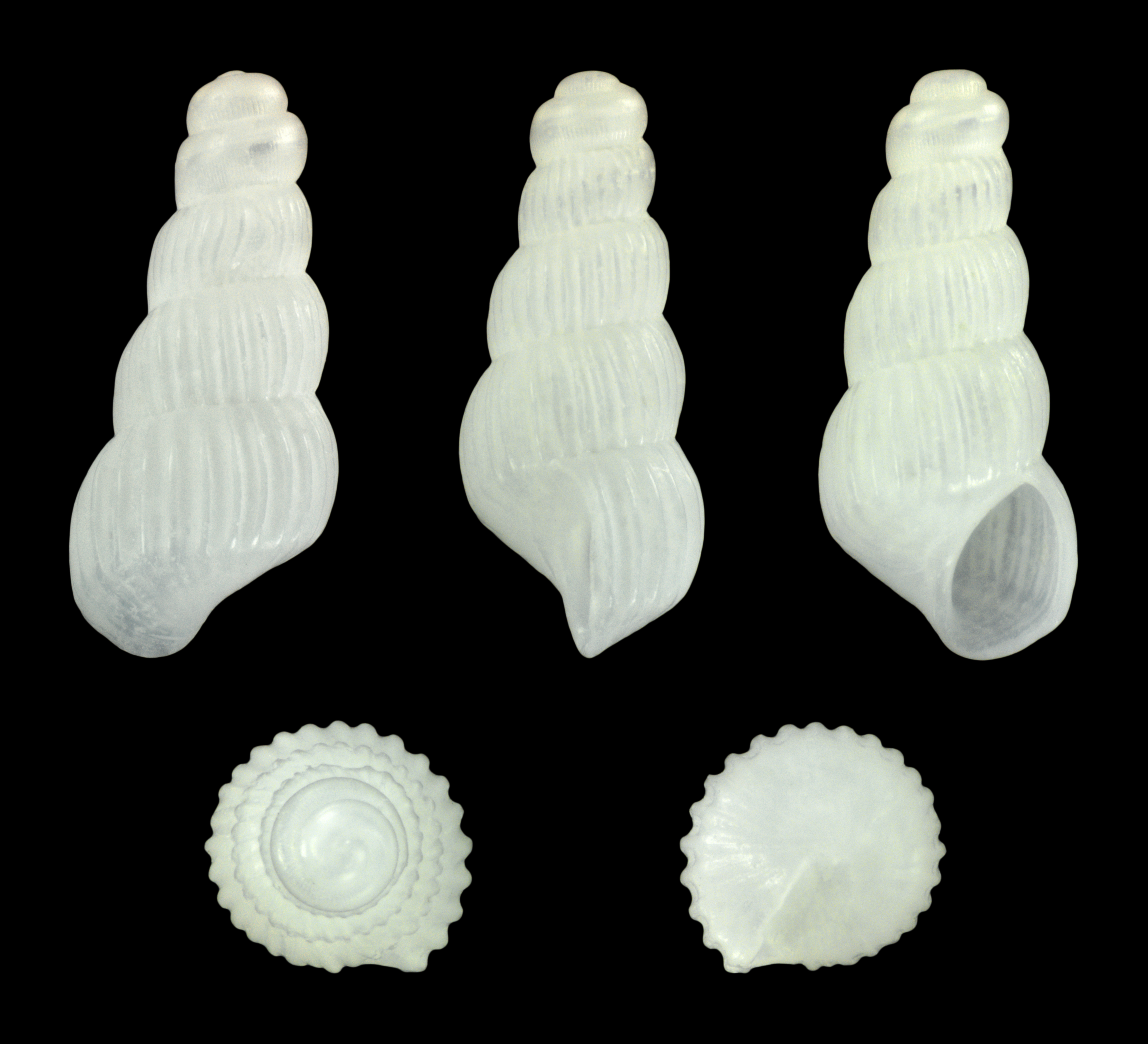
Truncatella guerinii, spécimen juvénile, longueur de coquille 3,2 mm.

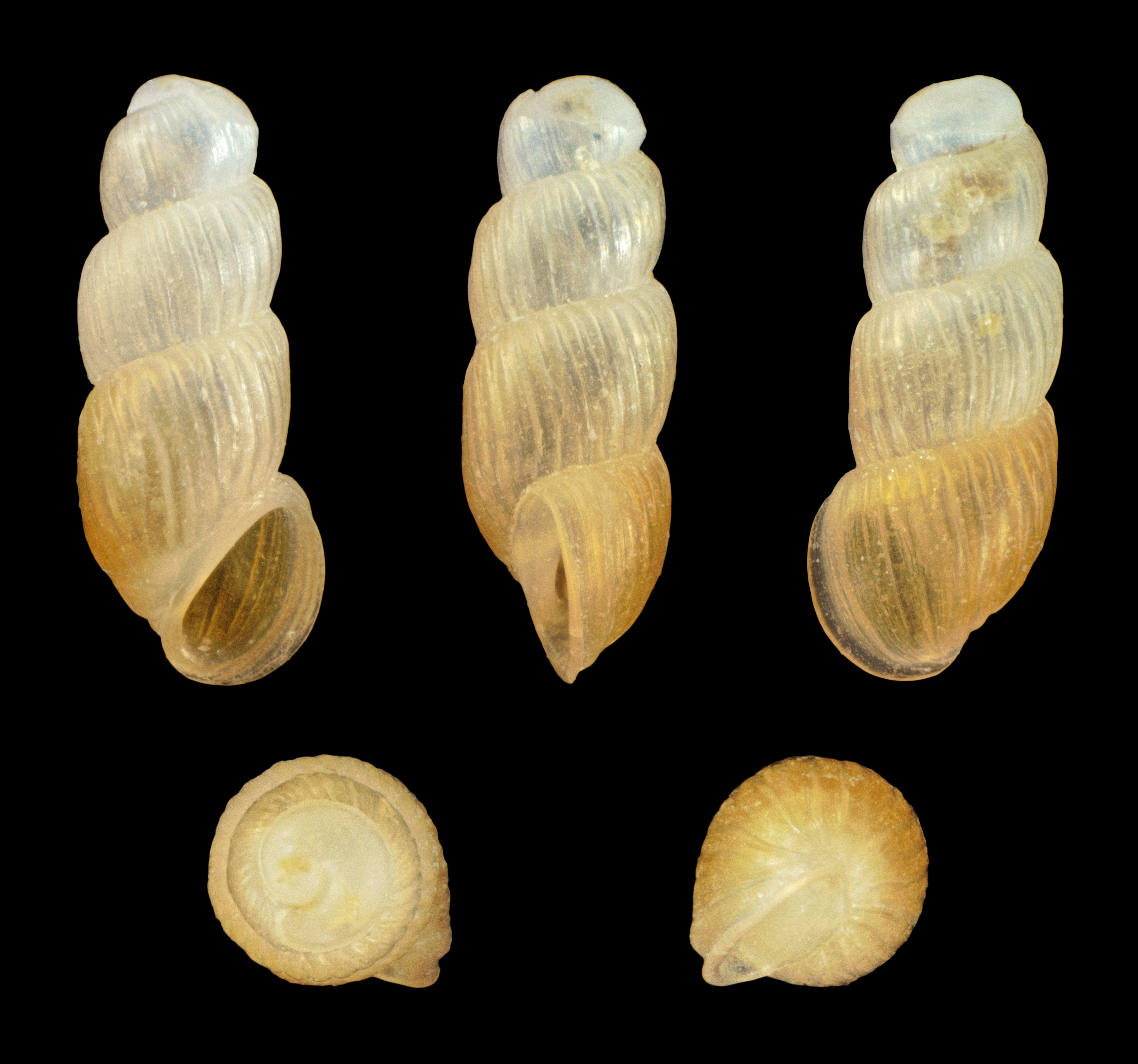
Truncatella subcylindrica, spécimen adulte; longueur de coquille 3,9 mm.

Le genre inclût une quarantaine d’espèces valides dont un peu moins d'un tiers sont des espèces fossiles. Ces espèces sont, selon le World Register of Marine Species (7 février 2023) :
- † Truncatella arcicostata H.-J. Wang, 1982
- Truncatella avenacea Garrett, 1887
- Truncatella bairdiana C. B. Adams, 1852
- Truncatella barbadensis L. Pfeiffer, 1857 – Truncatelle de la Barbade
- Truncatella brazieri J. C. Cox, 1868
- Truncatella californica L. Pfeiffer, 1857 - Truncatelle de Californie
- Truncatella caribaeensis Reeve, 1842 - Truncatelle caribéenne
- Truncatella clathrus R. T. Lowe, 1832
- †Truncatella crassolabia H.-Z. Pan, 1982
- †Truncatella diaphana Gassies, 1869
- †Truncatella directa Y.-T. Li, 1988
- Truncatella granum Garrett, 1872
- Truncatella guerinii A. Villa & J. B. Villa, 1841
- †Truncatella hermitei Bardin, 1879
- †Truncatella hubeiensis Y.-T. Li, 1987
- †Truncatella jiaozhouensis T. Yu, Salvador, H. Wang, Y. Fang, Neubauer, S. Li, H. Zang & X. Wan, 2021
- Truncatella marginata Küster, 1855
- Truncatella oagariensis (Kuroda, 1960)
- †Truncatella obliqua H.-Z. Pan, 1982
- Truncatella obscura Morelet, 1881
- †Truncatella parva Y.-T. Li, 1988
- Truncatella pfeifferi E. von Martens, 1861
- Truncatella pulchella L. Pfeiffer, 1839
- Truncatella quadrasi Möllendorff, 1893
- †Truncatella rabora H.-Z. Pan, 1982
- Truncatella reclusa (Guppy, 1871) – Truncatelle de Trinidad
- Truncatella rostrata A. Gould, 1847
- Truncatella rustica Mousson, 1865
- †Truncatella sanshuiensis W. Yü & X.-Q. Zhang, 1982
- Truncatella scalarina J. C. Cox, 1867
- Truncatella scalaris (Michaud, 1830)
- Truncatella semperi Kobelt, 1884
- †Truncatella sinensis Y.-T. Li, 1988
- Truncatella subcylindrica (Linnaeus, 1767) – Truncatelle de l’estran
- Truncatella thaanumi Clench & R. D. Turner, 1948
- Truncatella vincentiana (Cotton, 1942)
- †Truncatella wattebledi Benoist, 1878
- †Truncatella xuanchengensis H.-Z. Pan, 1982

## Distribution
Le genre Truncatella est pantropical, quelques espèces peuplant les rivages tempérés faisant exception (par exemple Truncatella subcylindrica).

## Habitat
La plupart des espèces du genre sont prosobranches vivant à proximité immédiate de la ligne de hautes eaux. On les rencontre à proximité de la laisse de mer, sous les cailloux ou parmi les débris végétaux au sein desquelles elles déposent leurs œufs. L'absence de stade larvaire marin conduit toutefois à considérer ces mollusques comme terrestres .
Quelques espèces du genre ont par ailleurs conquis un milieu pleinement terrestre, ne présentant plus que des branchies vestigiales, la respiration étant réalisée par le manteau.
Les truncatelles sont détritivores et digèrent la cellulose,.

## Systématique
Le nom valide complet (avec auteur) de ce taxon est Truncatella Risso, 1826.
Truncatella a pour synonymes :
- Albertisia Issel, 1880
- Blandiella Guppy, 1871
- Fidelis Risso, 1826
- Glaucothoe Leach, 1852
- Tomlinella Clench & Turner, 1948
- Tomlinitella Clench & Turner, 1948
- Troncatella Desmarest, 1859
- Truncatula Caziot, 1910
- Tuncatella Kobelt, 1887